# Forbidden
Forbidden — вісімнадцятий студійний альбом британського гурту Black Sabbath, представлений 20 червня 1995 на лейблі I.R.S..

## Про альбом
Forbidden записували ті ж музиканти, що і альбом 1990 року Tyr, однак по звучанню і підходу музикантів до виконання Forbidden принципово відрізняється від попередньої роботи. Розпочинаючи роботу над альбомом, Тоні Айоммі та Тоні Мартін вирішили, що вони хочуть записати «надважкий» альбом із мінімальним допрацюванням пісень в студії. Студійні сесії проходили в Devonshire Studios (Лос-Анджелес), і зайняли всього 10 днів.

## Список пісень
| #   | Назва                                                         | Тривалість |
| --- | ------------------------------------------------------------- | ---------- |
| 1.  | «The Illusion of Power»                                       | 4:51       |
| 2.  | «Get a Grip»                                                  | 3:58       |
| 3.  | «Can't Get Close Enough»                                      | 4:27       |
| 4.  | «Shaking Off the Chains»                                      | 4:02       |
| 5.  | «I Won't Cry for You»                                         | 4:47       |
| 6.  | «Guilty as Hell»                                              | 3:27       |
| 7.  | «Sick and Tired»                                              | 3:29       |
| 8.  | «Rusty Angels»                                                | 5:00       |
| 9.  | «Forbidden»                                                   | 3:47       |
| 10. | «Kiss of Death»                                               | 6:06       |
| 11. | «Loser Gets It All» (додаткова композиція японського видання) | 2:55       |